# William Barnes (écrivain)
Pour les articles homonymes, voir William Barnes et Barnes.
William Barnes, né le 22 février 1801 à Bagber, dans le Dorset, et mort le 7 octobre 1886 à Winterbourne Came, dans le Dorset, est un prêtre anglican et un écrivain, poète et philologue anglais.

## Biographie
Fils d'un fermier, il est né dans la campagne du Dorset. Après avoir exercé un temps la fonction de clerc juridique, il est ordonné prêtre de l'Église d'Angleterre en 1847. Il entre ensuite au St John's College de l'Université de Cambridge, dont il sort diplômé en 1851.
Pasteur et recteur de plusieurs paroisses, notamment de la Whitcombe Church, sise dans le Dorset. Très attaché à son comté natal, il contribue à le faire connaître par la publication de plus de 800 poèmes, dont certains dans le dialecte même du Dorset, qui décrivent la vie des humbles dans le cadre rural de cette région bucolique de l'Angleterre. 
Polyglotte, il parle couramment le grec ancien, le latin et plusieurs langues modernes européennes. Il acquiert aussi des bases solides en gallois, en hindi, en persan et en hébreu. Ses nombreux ouvrages de philologie lui valent une appréciable notoriété, notammnent Philological Grammar (1854), une grammaire anglaise complète citant plus de 70 langues différentes, et Glossary of Dorset Dialect (1863), une étude fouillée du dialecte de ce comté.
Il compte parmi ses amis Thomas Hardy, Alfred Tennyson et Gerard Manley Hopkins
Ralph Vaughan Williams a mis en musique quatre de ses poèmes : My Orcha'd in Lindèn Lea, Blackmwore Maidens, The Winter's Willow, In the Spring.